# Гай Юлий Квинтилиан
Гай Юлий Квинтилиан (на латински: Gaius Iulius Quintilianus) e политик и сенатор на Римската империя през началото на 3 век.
През 212/217 или 213 – 216 г. той е управител на провинция Долна Мизия.